# Bodabandenahalli, Koratagere
Bodabandenahalli là một làng thuộc tehsil Koratagere, huyện Tumkur, bang Karnataka, Ấn Độ.